# Conclave del 1492
Il conclave del 1492 venne convocato a seguito della morte di papa Innocenzo VIII e si concluse con l'elezione di papa Alessandro VI.

## Situazione generale ed elezione di Rodrigo Borgia
Il conclave si svolse nei primi giorni di agosto, negli stessi giorni in cui Cristoforo Colombo si accingeva a partire da Palos per scoprire quella che in seguito sarebbe stata chiamata America. I 23 cardinali entrarono in conclave, nella cappella Sistina, il 6 agosto 1492. Il nuovo papa fu eletto l'11 agosto. L'incoronazione, e dunque l'inizio del suo pontificato, avvenne il 26 agosto.
Il 1492 fu un anno denso di avvenimenti spartiacque anche per la geopolitica italiana. La morte di Lorenzo de' Medici ad aprile, aveva provocato l'inizio della rottura di quegli equilibri tra i vari stati italiani dei quali lo statista fiorentino era stato fautore, riaprendo una nuova turbolenta stagione che di lì a un paio di anni avrebbe provocato l'intervento della Francia e l'inizio delle Guerre d'Italia. Dal 1490 inoltre, la Santa Sede manteneva in custodia il principe Djem, pretendente al trono dell'Impero ottomano, che in seguito alla vittoria del fratello Bayezid II nella contesa al trono, si era spontaneamente consegnato ai  Cavalieri di Rodi, che a loro volta lo cedettero a Innocenzo VIII. Il sultano, per scongiurare la minaccia del fratello, corrispondeva annualmente un'ingente somma al pontefice per trattenerlo in prigionia, ma questo accordo inficiava di conseguenza l'intrapresa di qualsiasi iniziativa di crociata.
La salute di Innocenzo VIII era stata malferma per tutto il suo pontificato, ma peggiorò repentinamente a partire da giugno, con ulcere e febbre altissima. Nonostante l'intervento di più medici, il 16 luglio il papa venne ritenuto in extremis e i cardinali iniziarono a premunirsi per i prevedibili consueti disordini in città che seguivano ogni morte di pontefice. La sera del 25 luglio, dopo alcuni giorni in stato di incoscienza, Innocenzo VIII spirava.
Il 26 luglio i cardinali iniziarono a riunirsi per le congregazioni, contestualmente all'avvio dei tradizionali  novendiali il giorno 28. Il Collegio cardinalizio provvide anche a integrare tra i suoi membri Federico Sanseverino e Maffeo Gherardo, che erano stati nominati in pectore da Innocenzo VIII e mai pubblicati.
Il 6 agosto i cardinali entrarono nella Cappella Sistina, per la prima volta adibito a sede del conclave, con la messa pro eligendo romano pontifice presieduta dal cardinale-vescovo di Ostia Giuliano della Rovere. Come nel conclave precedente, i favoriti per il soglio pontificio erano Rodrigo Borgia e lo stesso Giuliano della Rovere, acerrimi nemici, ma nel corso delle votazioni emersero anche altri nomi, come quello del portoghese da Costa, del napoletano Carafa e dei milanesi Sforza e Della Porta. Il primo scrutinio si ebbe soltanto il giorno successivo, e secondo i dati contenuti all'interno di un manoscritto coevo il più votato appariva Carafa con nove voti, seguito da Borgia a sette.
Seguirono altri tre scrutini inconcludenti, nei quali non solo aumentava il numero di candidati presi in considerazione, ma sembravano sfumare, nello stallo delle preferenze ricevute, le ambizioni del Borgia di ascendere al Soglio di Pietro. Ma l'avveduto porporato catalano, forgiato da decenni di vita in Curia, nonché favorito dall'accumulo di cariche e benefici, tese tutti i suoi sforzi per convincere i cardinali refrattari a concedere il loro voto, con lo Sforza che divenne il suo principale sostenitore. Come questo sia avvenuto è ancora oggi dibattuto, ma probabilmente il cardinale Borgia promise prebende, cariche e benefici ecclesiastici per ottenere l'elezione, che avvenne infine la mattina dell'11 agosto. 
Rodrigo Borgia scelse di chiamarsi Alessandro VI e venne incoronato dal protodiacono Francesco Todeschini Piccolomini il 26 agosto.

## Discussioni storiografiche
Il nepotismo fu certamente uno dei peggiori mali della chiesa rinascimentale, già deplorato da Dante nel medioevo: i papi cercavano di elevare politicamente la loro famiglia, anche a scapito dello stato della Chiesa, parti del quale venivano date in feudo ai nipoti o ai figli (molti papi di quest'epoca ebbero figli, ma è accertato storicamente che solo papa Borgia continuò ad averli anche dopo l'elezione al soglio pontificio). Inevitabilmente legata al nepotismo, fu la simonia, attraverso la quale le più importanti famiglie italiane dell'epoca, che annoveravano fra i propri ranghi almeno un cardinale, si contendevano l'ambito trono papale, che, oltre al prestigio della sede, permetteva di “sistemare” i propri familiari.
Molto si è discusso e si discute ancora sulla possibile elezione simoniaca di papa Borgia. La maggior parte degli storiografi propende per l'elezione simoniaca, anche se non mancano tentativi apologetici recenti (Soranzo e Ferrara): l'incertezza, e con essa la discussione, rimane, per la mancanza di una prova documentaria certa. Il Martina comunque afferma:
(G. Martina, op. cit., p. 71)

## Collegio cardinalizio all'epoca del conclave

### Presenti in conclave
| Nome                                   | Paese                 | Titolo | Ruolo | Nascita   | Concistoro | Creato da           |
| -------------------------------------- | --------------------- | --- | --- | --------- | ---------- | ------------------- |
| Roderic Llançol de Borja               | Corona d'Aragona      | Cardinale vescovo di Porto e Santa Rufina; Cardinale diacono in commendam di Santa Maria in Via Lata; eletto papa                                           | Decano del Collegio cardinalizio; Vice-Cancelliere di Santa Romana Chiesa; Abate commendatario di Subiaco; Amministratore apostolico di Cartagena, Maiorca e Eger; Arciprete della Basilica Liberiana di Santa Maria Maggiore; Arcivescovo metropolita di Valencia | 1431      | 20/02/1456 | papa Callisto III   |
| Oliviero Carafa                        | Regno di Napoli       | Cardinale vescovo di Sabina; Cardinale presbitero in commendam di Sant'Eusebio                                                                              | Amministratore apostolico di Cava ed abate della Santissima Trinità; Abate commendatario di Montevergine; Amministratore apostolico di Salamanca | 1430      | 18/09/1467 | papa Paolo II       |
| Giovanni Battista Zeno                 | Repubblica di Venezia | Cardinale vescovo di Frascati | Vescovo di Vicenza; Arciprete della Basilica di San Pietro in Vaticano | 1439/1440 | 21/11/1468 | papa Paolo II       |
| Giovanni Michiel                       | Repubblica di Venezia | Cardinale vescovo di Palestrina; Cardinale diacono in commendam di Sant'Angelo in Pescheria                                                                 | Vescovo di Verona | 1446      | 21/11/1468 | papa Paolo II       |
| Giuliano della Rovere                  | Repubblica di Genova  | Cardinale vescovo di Ostia e Velletri; Cardinale presbitero in commendam di San Pietro in Vincoli; Cardinale presbitero in commendam dei Santi XII Apostoli | Arcivescovo metropolita di Avignone; Legato apostolico di Avignone; Penitenziere Maggiore; Arciprete della Basilica di San Giovanni in Laterano; Vescovo di Bologna; Abate commendatario di Nonantola                                                              | 1443      | 16/12/1471 | papa Sisto IV       |
| Jorge da Costa                         | Regno del Portogallo  | Cardinale vescovo di Albano; Cardinale presbitero in commendam di San Lorenzo in Lucina                                                                     | Arcivescovo metropolita di Lisbona | 1406      | 18/12/1476 | papa Sisto IV       |
| Girolamo Basso della Rovere            | Repubblica di Genova  | Cardinale presbitero di San Crisogono | Vescovo di Macerata e Recanati | 1434      | 10/12/1477 | papa Sisto IV       |
| Domenico della Rovere                  | Ducato di Savoia      | Cardinale presbitero di San Clemente | Arcivescovo-vescovo di Torino | 1442      | 10/02/1478 | papa Sisto IV       |
| Paolo Fregoso                          | Repubblica di Genova  | Cardinale presbitero di San Sisto | Arcivescovo metropolita di Genova | 1427      | 15/05/1480 | papa Sisto IV       |
| Giovanni Conti                         | Stato Pontificio      | Cardinale presbitero di San Vitale | Arcivescovo emerito di Conza | 1414      | 15/11/1483 | papa Sisto IV       |
| Giovanni Giacomo Schiaffinato          | Ducato di Milano      | Cardinale presbitero di Santa Cecilia; Cardinale presbitero in commendam di Santo Stefano al Monte Celio                                                    | Vescovo di Parma | 1451      | 15/11/1483 | papa Sisto IV       |
| Lorenzo Cybo de Mari                   | Repubblica di Genova  | Cardinale presbitero di San Marco | Arcivescovo metropolita di Benevento; Amministratore apostolico di Vannes; Camerlengo del Collegio cardinalizio | 1450/1451 | 09/03/1489 | papa Innocenzo VIII |
| Ardicino della Porta                   | Ducato di Milano      | Cardinale presbitero dei Santi Giovanni e Paolo | Vescovo di Aleria | 1434      | 09/03/1489 | papa Innocenzo VIII |
| Antonio Pallavicini Gentili            | Repubblica di Genova  | Cardinale presbitero di Sant'Anastasia; Cardinale presbitero in commendam di Santa Prassede                                                                 | Vescovo di Orense; Amministratore apostolico di Tournai | 1441      | 09/03/1489 | papa Innocenzo VIII |
| Maffeo Girardi, O.S.B.Cam.             | Repubblica di Venezia | Cardinale presbitero dei Santi Nereo e Achilleo | Patriarca di Venezia | 1406      | 09/03/1489 | papa Innocenzo VIII |
| Francesco Nanni Todeschini-Piccolomini | Repubblica di Siena   | Cardinale diacono di Sant'Eustachio | Arcivescovo metropolita di Siena; Amministratore apostolico di Fermo; Cardinale protodiacono | 1439      | 05/03/1460 | Papa Pio II         |
| Raffaele Sansoni Riario della Rovere   | Repubblica di Genova  | Cardinale diacono pro hac vice di San Lorenzo in Damaso | Amministratore apostolico di Pisa; Amministratore apostolico di Osma; Camerlengo di Santa Romana Chiesa | 1461      | 10/12/1477 | papa Sisto IV       |
| Giovanni Battista Savelli              | Stato Pontificio      | Cardinale diacono di San Nicola in Carcere | Legato apostolico emerito della Provincia Romandiolæ | 1422      | 15/05/1480 | papa Sisto IV       |
| Giovanni Colonna                       | Stato Pontificio      | Cardinale diacono di Santa Maria in Aquiro | Amministratore apostolico di Rieti | 1456      | 15/05/1480 | papa Sisto IV       |
| Giovanni Battista Orsini               | Stato Pontificio      | Cardinale diacono di Santa Maria Nuova | Amministratore apostolico di Taranto | 1450      | 15/11/1483 | papa Sisto IV       |
| Ascanio Maria Sforza                   | Ducato di Milano      | Cardinale diacono dei Santi Vito e Modesto in Macello Martyrum                                                                                              | Amministratore apostolico di Pavia; Legato apostolico della Provincia Romandiolæ; Amministratore apostolico di Cremona | 1455      | 17/03/1484 | papa Sisto IV       |
| Giovanni de' Medici                    | Repubblica di Firenze | Cardinale diacono di Santa Maria in Domnica | Abate ordinario di Montecassino; Prevosto di Santo Stefano di Prato | 1475      | 09/03/1489 | papa Innocenzo VIII |
| Federico Sanseverino                   | Regno di Napoli       | Cardinale diacono di San Teodoro | Amministratore apostolico di Maillezais | 1462      | 09/03/1489 | papa Innocenzo VIII |

### Assenti in conclave
| Nome                              | Paese                     | Titolo                                                      | Ruolo                                                                                     | Nascita   | Concistoro | Creato da           |
| --------------------------------- | ------------------------- | ----------------------------------------------------------- | ----------------------------------------------------------------------------------------- | --------- | ---------- | ------------------- |
| Luis Juan de Milá                 | Corona d'Aragona          | Cardinale presbitero dei Santi Quattro Coronati             | Vescovo di Lérida; Cardinale protopresbitero                                              | 1430/1432 | 20/02/1456 | papa Callisto III   |
| Pedro González de Mendoza         | Regno di Castiglia e León | Cardinale presbitero di Santa Croce in Gerusalemme          | Vescovo di Sigüenza; Arcivescovo metropolita di Toledo; Patriarca titolare di Alessandria | 1428      | 07/05/1473 | papa Sisto IV       |
| André d'Espinay                   | Regno di Francia          | Cardinale presbitero dei Santi Silvestro e Martino ai Monti | Arcivescovo metropolita di Bordeaux; Arcivescovo metropolita di Lione                     | 1451      | 09/03/1489 | papa Innocenzo VIII |
| Pierre d'Aubusson, O.S.Io.Hieros. | Regno di Francia          | Cardinale diacono di Sant'Adriano al Foro                   | Gran maestro dell'Ordine di Malta                                                         | 1423      | 09/03/1489 | papa Innocenzo VIII |